# El Banco del Venado
El Banco del Venado är en ort i Mexiko.   Den ligger i kommunen Bolaños och delstaten Jalisco, i den centrala delen av landet, 600 km nordväst om huvudstaden Mexico City. El Banco del Venado ligger 1 399 meter över havet och antalet invånare är 103.
Terrängen runt El Banco del Venado är kuperad västerut, men österut är den bergig. Terrängen runt El Banco del Venado sluttar brant västerut. Runt El Banco del Venado är det mycket glesbefolkat, med 4 invånare per kvadratkilometer. Närmaste större samhälle är Tuxpan de Bolaños, 3,8 km nordväst om El Banco del Venado. I omgivningarna runt El Banco del Venado växer huvudsakligen savannskog.